# Chlorophorus insidiosus
Chlorophorus insidiosus là một loài bọ cánh cứng trong họ Cerambycidae.